# Dreams (Bob Brookmeyer)
Dreams è un album di Bob Brookmeyer pubblicato nel 1988 dall'etichetta Dragon Records.
Bob Brookmeyer realizzò quest'album per la radio svedese a Stoccolma con l'aiuto della "The Stockholm Jazz Orchestra", le registrazioni furono effettuate l'11 e 12 agosto 1988.

## Tracce
1. Cats (Bob Brookmeyer)
2. Lies (Bob Brookmeyer)
3. Tick-Tock (Bob Brookmeyer)
4. Dreams (Bob Brookmeyer)
5. Missing Monk (Bob Brookmeyer)
6. Ceremony (Bob Brookmeyer)

## Musicisti
- Bob Brookmeyer - trombone a pistoni, pianoforte
- Bob Brookmeyer - arrangiamenti
- Håkan Broström - flauto, sassofono soprano, sassofono alto
- Dave Castle - clarinetto, sassofono soprano, sassofono alto
- Ulf Andersson - clarinetto, sassofono soprano, sassofono tenore
- Johan Alenius - clarinetto, sassofono soprano, sassofono tenore
- Hans Arktoft - sassofono baritono
- Fredrik Norén - tromba, flugelhorn
- Jan Kohlin - tromba, flugelhorn
- Gustavo Brgalli - tromba, flugelhorn
- Lars Lindgren - tromba, flugelhorn
- Stig Persson - tromba, flugelhorn
- Mikael Råberg - trombone
- Bertil Strandberg - trombone
- Mats Hermansson - trombone
- Sven Larsson - trombone basso
- Anders Widmark - pianoforte, tastiere
- Jan Adefelot - contrabbasso
- Johan Dielemans - batteria